# 第五列
第五列（だいごれつ、スペイン語: quinta columna、英語: fifth column）とは、本来味方であるはずの集団の中で敵方に味方する人々、つまり「スパイ」などの存在を指す。

## 概要
この表現は、スペイン内戦で反乱軍の指導者の1人であったエミリオ・モラ准将が、1936年10月にラジオ放送で「我々は4個軍団をマドリードに向け進軍させている。人民戦線政府が支配するマドリード市内でも我々に共鳴する5番目の軍団（第五列）が戦いを始めるだろう」と発言したことに由来する。共和国側では「第五列」を摘発するキャンペーンが共産党などによって行われた。
太平洋戦争中、1942年からアメリカ政府はドイツ系やイタリア系には何もせず、日系人のみを強制的に内陸部の収容所に隔離した。これは日系人が日本軍の「第五列」として内応し通敵活動する可能性があるとしてアメリカ国内で正当化されたためである。第二次世界大戦中、ソビエト連邦ではナチス・ドイツの侵攻を受けて、国内約80万人のドイツ人がシベリアやカザフスタンに強制移住させられ、1941年にヴォルガ・ドイツ人自治共和国も廃止された。
イギリスにおけるアイルランド系カトリック教徒はいわゆる北アイルランド問題を理由として連合支持者から「第五列」とされることがある。